# X-Men: The Last Stand (trilha sonora)
X-Men: The Last Stand: Original Motion Picture Soundtrack é a trilha sonora do filme homônimo e cuja composição ficou a cargo de John Powell, sendo lançada no dia 23 de maio de 2006 pela Varèse Sarabande.

## Faixas
As faixas do álbum são as seguintes:
1. "20 Years Ago" (1:10)
2. "Bathroom Titles" (1:09)
3. "The Church of Magneto/Raven Is My Slave Name" (2:40)
4. "Meet Leech, Then Off To the Lake" (2:37)
5. "Whirlpool of Love" (2:04)
6. "Examining Jean" (1:12)
7. "Dark Phoenix" (1:28)
8. "Angel's Cure" (2:34)
9. "Jean and Logan" (1:39)
10. "Dark Phoenix Awakes" (1:45)
11. "Rejection Is Never Easy" (1:09)
12. "Magneto Plots" (2:05)
13. "Entering the House" (1:18)
14. "Dark Phoenix's Tragedy" (3:18)
15. "Farewell to X" (0:30)
16. "The Funeral" (2:52)
17. "Skating On the Pond" (1:12)
18. "Cure Wars" (2:57)
19. "Fight in the Woods" (3:06)
20. "St Lupus Day" (3:03)
21. "Building Bridges" (1:16)
22. "Shock and No Oars" (1:15)
23. "Attack on Alcatraz" (4:36)
24. "Massacre" (0:31)
25. "The Battle of the Cure" (4:20)
26. "Phoenix Rises" (6:29)
27. "The Last Stand" (5:29)

## Recepção
| Chart (2006)    | Peak position |
| --------------- | ------------- |
| Top Soundtracks | 14            |